# Viaje a la Luna (película de 1958)
Viaje a la Luna es una película de comedia y romance mexicana de 1958, escrita y dirigida por Fernando Cortés. En la cual participan los comediantes, Marco Antonio Campos «Viruta», Gaspar Henaine «Capulina», Germán Valdés «Tin-Tan», Manuel «Loco» Valdés, Xavier López «Chabelo», Ramiro Gamboa  «Tio Gamboín», Joaquín García «Borolas», Leopoldo «Polo» Ortin, Sergio Corona y Alfonso Arau, junto a las actrices, Kitty de Hoyos, Celia Viveros, Cuca Escobar y Famie Kauffman «Vitola». Esta película contiene múltiples referencias al clásico Viaje a la Luna (1902) de  Georges Méliès.

## Trama
La película se ambienta en un manicomio, donde un grupo de pacientes se imagina embarcando en un viaje a la Luna. Los pacientes, atrapados en sus delirios, crean una elaborada fantasía de exploración espacial, difuminando los límites entre la realidad y la imaginación. Esta película combina humor, absurdo y surrealismo, explorando temas como el escapismo, las enfermedades mentales y el poder de la mente.

## Reparto
- Kitty de Hoyos como Kitty
- Sergio Corona como Cernadas
- Alfonso Arau como Carlos Vera
- Néstor de Barbosa como Dr. Néstor López
- Eduardo Alcaraz como Presidente
- Julián de Meriche como Don Austo
- Antonio Brillas
- Leopoldo «Polo» Ortin como Paco
- Celia Viveros como Josefina
- Iliana Nieves
- Germán Valdés «Tin-Tan» como Nicolás Pérez
- Marco Antonio Campos «Viruta»
- Gaspar Henaine «Capulina»
- Manuel «El Loco» Valdés como Danton
- Famie Kauffmann «Vitola» como Atanasia Ronanoff
- Xavier López «Chabelo» como Babyface
- Ramiro Gamboa «Tio Gamboín» como Alcapone
- Joaquín García «Borolas» como Detective
- Los Xochimilcas (no acreditado)
- Cuca Escobar como Telefonista
- Armando Gutiérrez como Hombre en Hotel (no acreditado)
- Pepe Nava como Ministro de economía